# A. A. M. Stols
Alexandre Alphonse Marius Stols (Maastricht, 28 de enero de 1900-Tarragona, 13 de abril de 1973) fue un impresor, editor  y bibliófilo neerlandés, especialmente reconocido por sus ediciones de poesía. Trabajó como experto tipógrafo de la UNESCO y asesor en artes gráficas en Ecuador, Guatemala y México entre 1951 y 1962. La correspondencia entre Stols y varios de los principales poetas de su tiempo es una fuente muy valorada para el estudio de la historia de la poesía neerlandesa y francesa de mediados del siglo XX.

## Biografía
Stols nació en Maastricht el 28 de enero de 1900 como hijo de Ludovicus Hubertus Alexander Stols (1870-1942), impresor y editor, y Alida Alphonsine Fermin (1874-1960). Su padre fue cofundador y copropietario de la casa editorial Boosten y Stols. En 1928 contrajo matrimonio con Margaretha Wilhelmina Kroesen (1908-2002). La pareja tuvo tres hijos.
Aprobó los exámenes de latín y griego antiguo en la secundaria. Estudió leyes en Ámsterdam y Leiden pero no terminó la carrera. En 1927 estudió historia del arte en Bruselas.

### Carrera editorial
Stols experimentó en la imprenta de su padre, creando en 1922 su primera serie editorial con el nombre Trajectum ad Mosam. Su primer libro fue Aenleidinge der Nederduitsche Dichtkunste de Joost van den Vondel. Casualmente el poeta Jan Greshoff tenía el mismo proyecto en mente y tomó contacto con Stols. Fue el inicio de un intercambio epistolar de más de 1110 cartas que duró hasta 1956. Stols reconoció en Greshoff el impulsor que le animaba a construir un fondo editorial de excelencia en cuanto a poesía neerlandesa y francesa.
A la serie Trajectum ad Mosam, con el tiempo Stols agregó otras series y revistas, como To the happy few, Standpunten en getuigenissen, Les livrets du bibliophile, Kaleidoscoop, Helikon y Halcyonpers.
Stols editó textos de los principales poetas y escritores en idioma neerlandés, como Adriaan Roland Holst, J. C. Bloem, E. du Perron, J. Slauerhoff, Antoinette Hendrika Nijhoff-Wind, Simon Vestdijk, M. Vasalis, Jan van Nijlen, Karel van de Woestijne, Gerrit Achterberg y Marnix Gijsen, así como de autores en idioma francés como Valery Larbaud, Paul Valéry, y André Gide. Entre 1922 y 1942 Stols publicó más de 550 libros, reconocidos por su tipografía y diseño, con la asistencia de Jan van Krimpen y más tarde Helmut Salden.
Stols incursionó en la edición de libros en español con Don Segundo Sombra de Ricardo Güiraldes, por encargo de Adelina del Carril, viuda de Güiraldes, quien llegó a Stols por recomendación de Valery Larbaud.
Larbaud también introdujo a Stols con Alfonso Reyes, lo que resultó en la publicación de varios trabajos de Reyes en la imprenta de Stols y, hacia los años 50, en la presencia de Stols en México.
La actividad editorial de Stols encontró dificultades financieras por la crisis de los años 30, lo que le obligó a abandonar Bruselas en 1932 y retornar a los Países Bajos. Su imprenta en Maastricht fue destruida durante la guerra. Stols y sus dos hermanos se vieron obligados a vender la imprenta familiar. Stols tomó un puesto de asesor editorial en Elsevier.  
Durante la ocupación alemana de los Países Bajos, Stols publicó 64 obras de forma clandestina, principalmente poesía francesa y neerlandesa. Stols fue arrestado en junio de 1944 y pasó tres meses en las cárceles de Scheveningen, Kamp Haaren y Vught. En agosto de 1944 fue liberado gracias al apoyo de amigos alemanes.
Después de la Segunda Guerra Mundial Stols buscó continuar su carrera editorial fuera de los Países Bajos, de preferencia en calidad de empleado. Recibió el Premio D.A. Thieme en 1947 por su contribución excepcional a la industria del libro en los Países Bajos. Visitó Ciudad del Cabo pero desistió de la idea de instalar allí una imprenta. A partir de 1951 su actividad editorial continuó pero en un segundo plano, en sus ratos libres y para sus amigos.

### Funcionario internacional

#### Ecuador
A principios de 1951 la UNESCO contrató a Stols como experto en tipografía para una misión en Ecuador. Su encomienda era asesorar al gobierno de ese país para reorganizar la enseñanza de las artes gráficas. Al mismo tiempo fue profesor en la Facultad de Filosofía y Letras de la Universidad Central. Durante su estancia en Ecuador, entre 1951 y 1953, publicó sendos libros sobre esta temática.

#### Guatemala
La segunda misión de Stols para UNESCO fue en Guatemala, durante el período de 1953 a 1956. El objetivo de la misión fue analizar la viabilidad de establecer una escuela centroamericana de artes gráficas con una imprenta para la producción de libros de texto para toda la región de América Central. Producto de esta experiencia Stols publicó algunos años más tarde un ensayo sobre la historia de la imprenta en Guatemala.

#### México

##### Asesor del Fondo de Cultura Económica y de la UNAM
A mediados de 1956 sus gestiones para instalarse en México rindieron fruto, gracias al apoyo de Alfonso Reyes, Daniel Cosío Villegas y Jaime Torres Bodet. La Secretaría de Educación Pública solicitó a la UNESCO una asesoría para fortalecer la capacidad de diseño tipográfico del Fondo de Cultura Económica y apoyar a la Dirección General de Publicaciones de la UNAM. En su calidad de experto en tipografía de UNESCO, Stols contribuyó a instalar la Imprenta Universitaria y redactó un proyecto para establecer un Museo Mexicano del Libro y el Instituto de Investigaciones Tipográficas. Dictó clases en la UNAM. Desde 1961 contó con el apoyo del diseñador editorial Boudewijn Ietswaart. Stols regresó a los Países Bajos en 1962.

##### Otras labores editoriales en México
En 1962 se publicó el libro Pedro Ocharte, el tercer impresor mexicano, en Imprenta Nuevo Mundo, S. A. Existen reediciones de la obra publicadas por la Biblioteca Nacional de México en 1990. En 1964 se publicó su libro sobre Antonio de Espinosa.

##### Agregado cultural en la embajada de los Países Bajos en México
Después de una estancia breve en su país natal, Stols regresó a México en 1963 como agregado cultural en la embajada de los Países Bajos en México. En este período le tocó colaborar en la organización de actividades culturales en ocasión de la visita de Estado de la Reina Juliana a México en 1964.
En 1965 Stols se jubiló y se mudó a Tarragona donde falleció en 1973.

## Premios y reconocimientos
- Grand Prix, Exposición des Arts Décoratifs, Paris 1925
- Premio D. A. Thieme, 1947
- Exposición en honor a A.A.M. Stols, Museo Meermanno-Westreenianum, La Haya, 1965
- Oficial en el Orden de Adolfo de Nassau
- Caballero de la Legión de Honor, 1931
- Caballero de la Orden de la Corona de Bélgica
- Caballero en la Orden del León Blanco
- Caballero en la Orden de la Corona de Italia